# (32984) 1996 XX
1996 أكس أكس (ويعرف أيضًا باسم (32984) 1996 أكس أكس وفق تسمية الكوكب الصغير) (بالإنجليزية: 1996 XX)‏ هو كويكب ضمن حزام الكويكبات؛ وترتيبه 32984 من حيث الاكتشاف.
اكتُشف هذا الجُرم الفلكي بواسطة ناوتو ساتو في 1 ديسمبر 1996.

## وصلات خارجية
- (32984) 1996 XX في قاعدة بيانات مختبر الدفع النفاث لأجرام النظام الشمسي الصغيرة

- الاكتشاف · مخطط المدار ·  العناصر المدارية · المعلمات المادية

- (32984) 1996 XX على موقع ويكي سكاي: DSS2, SDSS, GALEX, IRAS, Hydrogen α, X-Ray, Astrophoto, Sky Map, Articles and images